# Heavy Traffic
Heavy Traffic é um filme de animação de 1973 escrito e dirigido por Ralph Bakshi.